# Fritz-Albert Popp
Pour les articles homonymes, voir Popp.
Fritz-Albert Popp (né le 11 mai 1938 à Francfort-sur-le-Main, Allemagne et mort le 4 août 2018) est un chercheur allemand en biophysique.

## Biographie
Après des études de physique expérimentale à Göttingen et à Wurtzbourg, Popp a obtenu son doctorat en physique théorique à l'université Johannes Gutenberg de Mayence  puis un poste de professeur à l'université de Marbourg en Allemagne.
Sa recherche a commencé par la confirmation de l'existence de biophotons, qui avaient déjà été étudiés par Terence Quickenden en Australie et introduits au début du XXe siècle par le savant russe Alexander Gurwitsch précurseur en matière de rayonnement ultra-violet des tissus vivants.
Des projets internationaux lui ont permis de collaborer avec des scientifiques tels que Walter Nagl, Ilya Prigogine et David Bohm. Il a fait partie des invités de l'Académie des sciences de New York et des invités étranger de l'Académie russe des sciences naturelles (RANS). Il a travaillé à l'université de Princeton.
Popp est le fondateur de l'Institut international de biophysique à Neuss, en Allemagne.

## Travaux
- (de) F.-A. Popp, « So könnte Krebs entstehen », Editions Fischer-Taschenbuch-Verlag, 168p. (1979),  (ISBN 978-3-596-26800-9)
- (de) F.-A. Popp, « Bericht an Bonn: Ergebnisse eines Forschungsauftrages zum Wirksamkeitsnachweis der Homöopathie », Editions V.G.M., 208p. (1986),  (ISBN 978-3886990122)
- (de) F.-A. Popp - Leer/Ostfriesland, « Molekulare und biophysikalische Aspekte der Malignität », Editions Verlag Grundlagen u. Praxis, 148p. (1985),  (ISBN 978-3-921229-17-0)
- (de) F.-A. Popp, « Die Botschaft der Nahrung: Unsere Lebensmittel in neuer Sicht - mit einem Interview », nouvelle édition, Editions Fischer Taschenbuch Verlag, 173p. (1999),  (ISBN 978-3-86150-319-4)
- (en) About the Coherence of Biophotons 1999
- (en) Fritz-Albert Popp et Ke-hsueh Li, « Hyberbolic Relaxation as a Sufficient Condition of a Fully Coherent Ergodic Field », International Journal of Theoretical Physics, 32 (1993), 1573-1583.
- (en) F.-A. Popp et Y. Yan, « Delayed luminescence of biological systems in terms of coherent states », Physics Letters A, 293p. (2002), 93-97.
- (en) F.-A. Popp, J.J. Chang, A. Herzog, Z. Yan et Y. Yan, « Evidence of non-classical (squeezed) light in biological systems », Physics Letters A, 293 (2002), 98-102.
- (fr) F.-A. Popp, « La Biologie de la Lumière, Bases scientifiques du rayonnement cellulaire ultra-faible », 3e édition, 240p. (2012), Editions Resurgence,  (ISBN 2-87211-006-2 et 978-2-87211-006-3)
- (de) F.-A. Popp, « Biophotonen - Neue Horizonte in der Medizin - Von den Grundlagen zur Biophotonik », Editions Haug Verlag, 256p. (2006),  (ISBN 9783830478188), ebook (2013)  (ISBN 9783830478171)

## Sources
1. ↑  « International Institute of Life Energy », sur www.life-energy.institute (consulté le 8 octobre 2020)

- (en) Cet article est partiellement ou en totalité issu de l’article de Wikipédia en anglais intitulé « Fritz-Albert Popp » (voir la liste des auteurs).